# جنانا
جنانا (بالإنجليزية: Jñāna)‏ هي كلمة سنسكريتية تعني «المعرفة، العِرفان»، وهي المعرفة الإلهية المُرتبطة بالإله براهمان، ظهرت في الهندوسية وأخذت أهمية كبيرة في البوذية.
تتمحور فكرة الجنانا حول حدث معرفي يُعرف عند تجربته. إنها المعرفة التي لا تنفصل عن التجربة الكلية للواقع، وخاصة الواقع الكلي أو الإلهي (براهمان). ومصطلح «أجنانا» (بالإنجليزية: ajñāna)‏ يعني «اللا معرفة أو الجهل».
رأت الهندوسية أن الحكمة الروحية أعلى من العقل لأن الروح هي عند الإنسان (أتمان)، وهي جزء من الروح الكلية (براهمان)، فالحكمة براهيمة وهي مها فاكيا الفيدية (القول العظيم أو كلمات الحكمة) أي (كلمة الله).
جنانا شاكتي هي قوة العقل والحكمة الحقيقية أو المعرفة. وجنانا يوغا (اليوغا العرفانية) هي واحدة من المسارات الثلاثة (مارغا Marga) التي تقود إلى الموكشا (التحرر)، أي إن التحرر المعرفي يكون بثلاثة مسارات كبرى هي: يوغا العمل (الكارما)، ويوغا الروحانية (راجا) وهي اليوغا الكلاسيكية، واليوغا العرفانية (جنانا).

## منظور البوذية
في البوذية التبتية، يُعبّر مصطلح جنانا (بالتبتية: ye shes) عن حالة من الوعي الصافي غير المقيّد بالمفاهيم الذهنية، وهو يختلف عن فيجنانا (Vijñāna)، الذي يشير إلى إدراك يقوم على التمييز والانقسام. يُعتبر التدرّج عبر المراحل العشر للجنانا «بوديساتفا بهوميس» (Bodhisattva bhūmis) طريقًا نحو التنوير الكامل والوصول إلى النرفانا.

## منظور الهندوسية

### نيايا
في الفلسفة النيايية، يُنظر إلى جنانا على أنه حدث ذهني، وهو أقرب إلى الإدراك أو التمييز منه إلى المعرفة. يمكن أن يكون جنانا صادقًا أو خاطئًا، وهو ليس معتقدًا بحد ذاته، لكنه يؤدي إلى تكوين المعتقدات. جميع الإدراكات الصادقة تعكس موضوعها، غير أن صدق الإدراك لا يعني بالضرورة أنه مستمد من مصدر موثوق للمعرفة، إذ قد ينشأ الإدراك الصادق أحيانًا بمحض الصدفة.

### فيدانتا
في مدرسة فيدانتا، يشير جنانا إلى "المعرفة الخلاصية"، أي الإدراك الذي يقود إلى التحرر الروحي (موكشا). وتُعد الأوبانيشاد، التي تشكّل الجزء الختامي من الفيدا، المصدر الأساسي لهذه المعرفة الروحية، ولذلك يُشار إليها باسم جناناكاندا، أي قسم الحكمة. ومن بين العبارات الفيدية الكبرى (ماهافاكيا) تأتي عبارة (प्रज्ञानम् ब्रह्म) (براجنانام برهما)، التي تعني تقريبًا: "البصيرة هي براهما" أو "براهما هو البصيرة".

## منظور الجاينية
وفقًا للنصوص الجاينية مثل تاتْتفارثسوترا (الآية 1.9) وسارفارثاسيدّهي، ينقسم العِلم إلى خمسة أنواع:
1. مَتي جنانا (Mati Jñāna) – المعرفة الحسية
2. شرُوتا جنانا (Śruta Jñāna) – المعرفة النصّية أو المستمدة من الشريعة
3. أفَدهِي جنانا (Avadhi Jñāna) – الاستبصار أو الإدراك المحدود لما وراء الحواس
4. مَنَهْ بْرَيَايَا جنانا (Manaḥ prayāya Jñāna) – التخاطر أو إدراك أفكار الآخرين مباشرة
5. كيفَالا جنانا (Kevalā Jñāna) – العلم المطلق أو المعرفة الكلية